# 克雷莫納
克雷莫納（義大利語： listenⓘ）是意大利北部伦巴第大区克雷莫納省的市镇。克雷莫納是小提琴發源地之一，聚集了許多優秀的製琴師，並出產全世界最優良的小提琴、中提琴、大提琴。當地出產的葡萄可用來生產葡萄籽油。

## 友好城市
- 西班牙阿拉夸斯
- 俄羅斯克拉斯諾亞爾斯克

## 圖庫

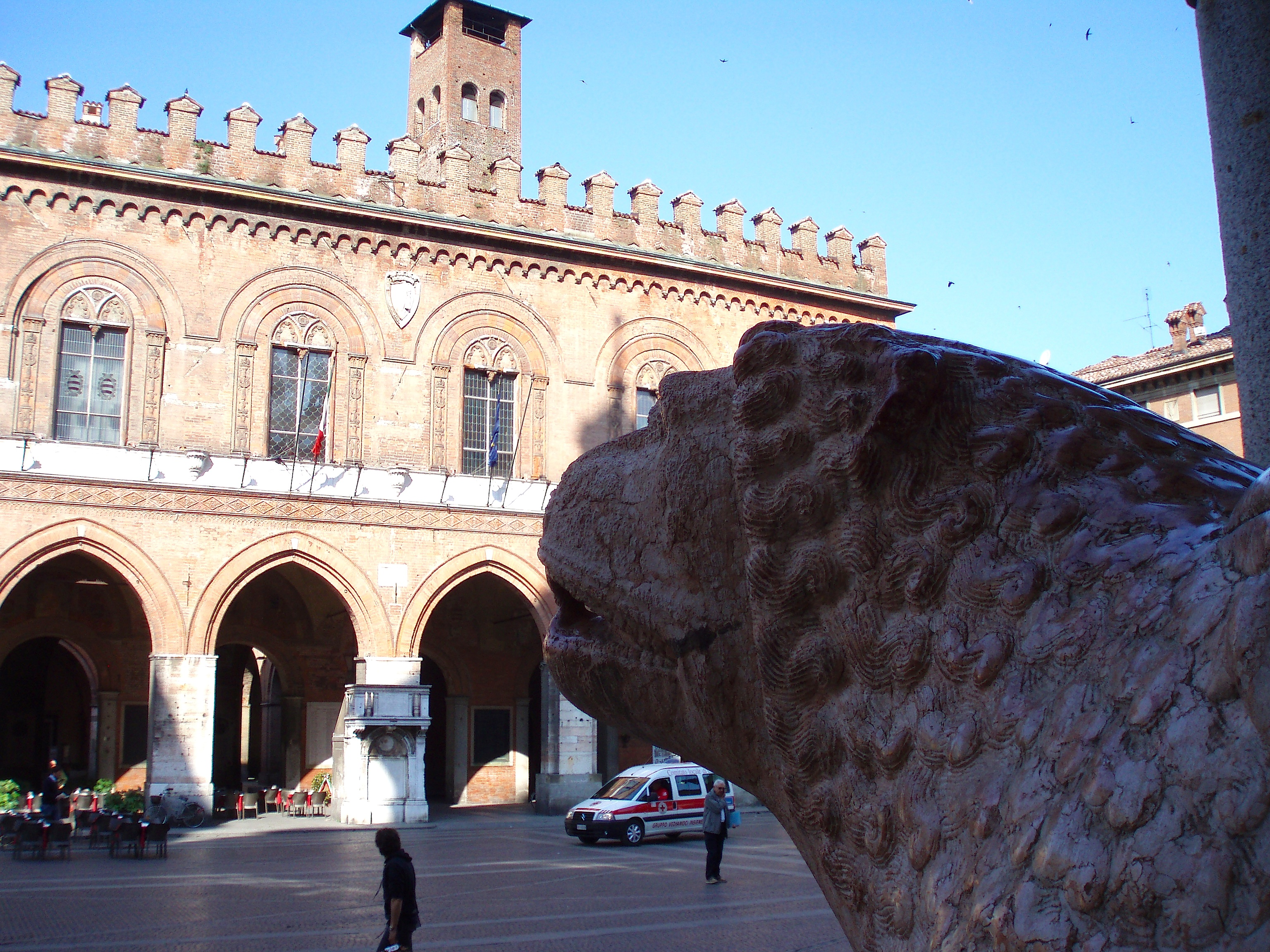
市政厅
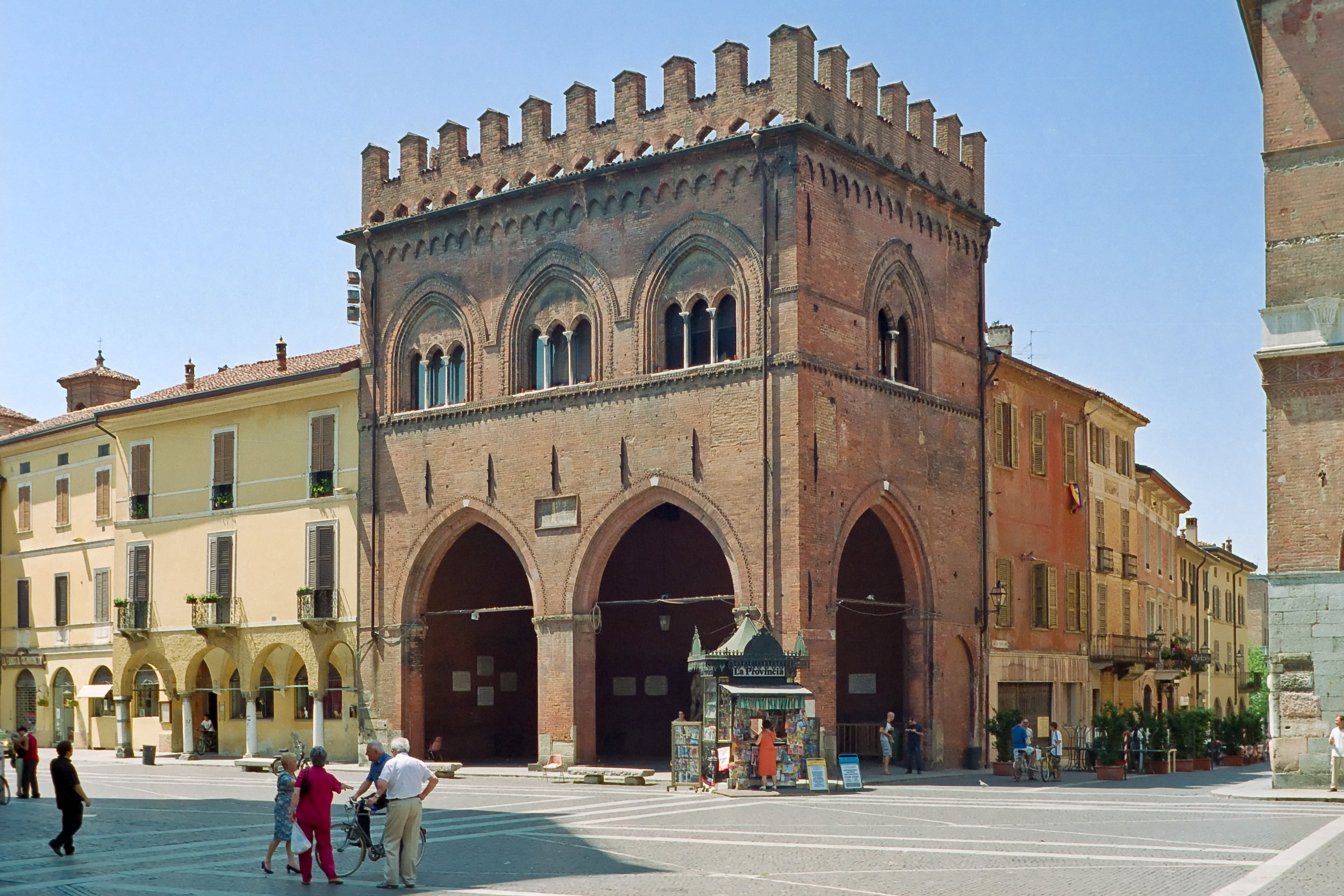
La Loggia dei Militi
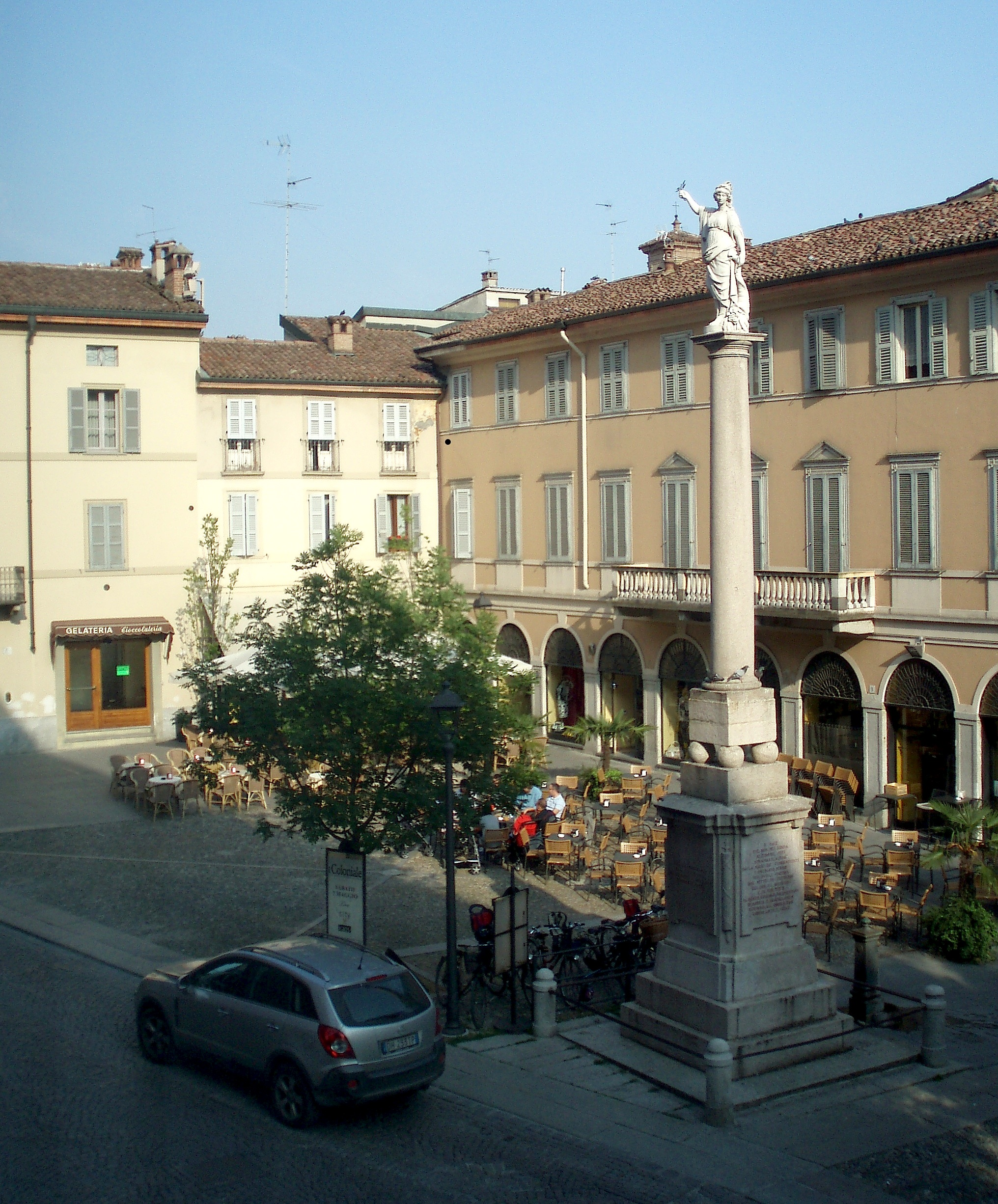
大教堂旁边的街道
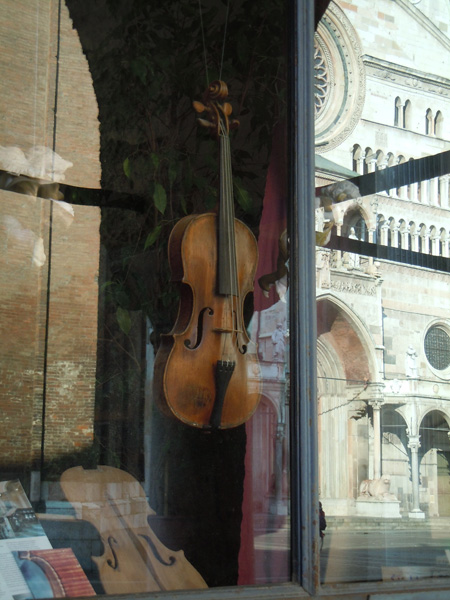
提琴商店
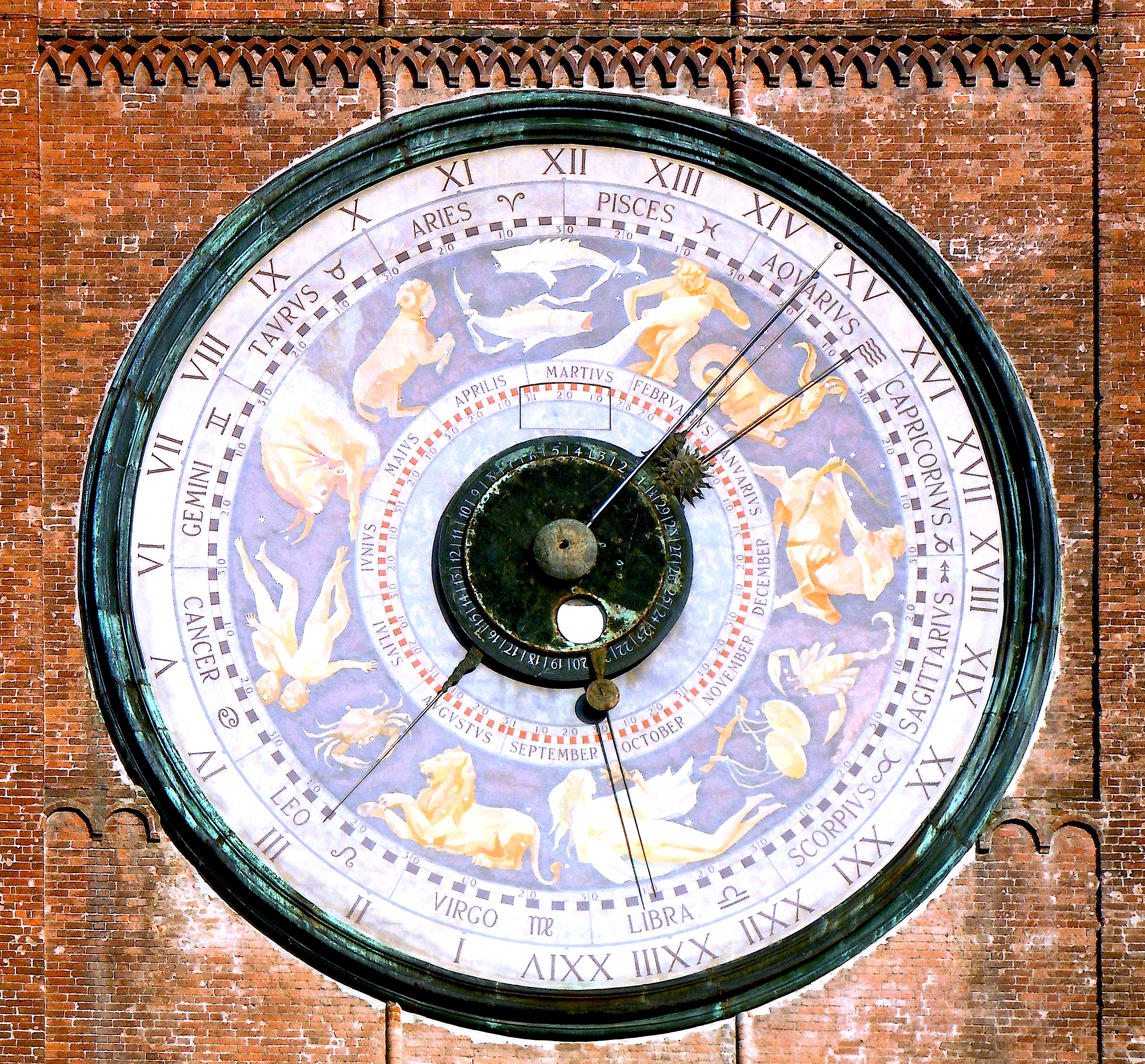
天文钟